# Dorothea Wolbert
Dorothea Wolbert (12 de abril de 1874 – 15 de setembro de 1958) foi uma atriz de cinema norte-americana. Ele apareceu em 147 filmes entre 1916 e 1957.

## Filmografia selecionada
- Dangerous Paradise (1930)
- Love and Learn (1928)
- Lonesome Luke's Honeymoon (1917)
- Lonesome Luke on Tin Can Alley (1917)
- Lonesome Luke's Lively Life (1917)
- Luke Wins Ye Ladye Faire (1917)